# Barrage d'Okertal
Le barrage de l'Okertal est un barrage situé à proximité d'Altenau dans le massif du Hartz en Allemagne ; du point de vue administratif, il se trouve dans l'Arrondissement de Goslar en Basse-Saxe et est exploité par Harzwasserwerke. Le lac de retenue créé par l'obstruction du lit de l'Oker (Okerstausee) par un barrage de 75 m de hauteur et 260 m de longueur, présente une superficie de 2,25 km2 et un volume de 47,4 millions de m3 d'eau (à la cote de retenue normale). Cette retenue permet d'actionner les turbines de la centrale hydroélectrique de Romkerhalle.

## Géographie

### Le site
Le barrage de l'Okertal se trouve dans le Parc national du Harz, au sein du massif du Haut-Hartz. Le lac de retenue est encaissé au nord entre la vallée amont de l'Oker, en aval du centre-bourg d’Altenau, à l'est en aval d'un des hameaux du village de Schulenberg et au sud-ouest à 6,5 km (à vol d'oiseau) en aval du faubourg d'Oker de Goslar, au pied des contreforts septentrionaux du Hartz. Les deux bras de ce lac (celui d'Altenau, ou branche sud de l'Oker, et celui de Schulenberg, bras sud-ouest du Weißes Wasser) sont séparés par un éperon allongé du Dietrichsberg (qui culmine à 560 m) ; le coteau oriental est un prolongement des falaises de Ravensklippe. Tout le lac se trouve dans l'emprise de la zone naturelle protégée Harz (Landkreis Goslar) (ZN no 321402, classée en 2001, superficie de 389,75 km2).
Le lac de retenue de l'Oker se trouve dans la zone paysagère no 38 Hartz (Haut-Hartz, no 380), sous-district des monts d'Altenau (380.3).

### Bassin hydrographique et débits
Le bassin hydrographique du barrage de l'Okertal s'étend sur 85 km2. Il se caractérise par une multitude de lits secondaires : seuls 40 % environ du ruissellement provient de l'Oker, qui traverse le lac du sud au nord avant de se jeter dans l’Aller, un affluent de la Weser. Parmi ses autres affluents, citons : la Schwarzes Wasser, la Kellwasser, la Kalbe, la Große Hune, qui alimente le bras d'Altenau ou sa branche est, puis la Lange, la Schalke, le Riesenbach, l’Æke et la Große Bramke, qui se déverse dans le bras de Schulenberg. Le ruisseau du Langer Tal se déverse par l'est dans la cuvette à l'est du barrage.

### Voies de communication
La Bundesstrasse 498, qui relie Altenau et Goslar en longeant l'Oker, borde le littoral oriental du lac avant de le franchir par le viaduc de Weiszwasser et de rejoindre la rive ouest. À la tête nord-ouest du viaduc, la Landesstraße 517 bifurque vers le sud-ouest par Schulenburg en direction de Zellerfeld. Un chemin forestier goudronné permet de parcourir le reste de la rive est ; son accès est interdit aux engins de chantier.

## Caractéristiques techniques et fonction du barrage
Le barrage de l'Okertal est un barrage poids-voûte, le seul de ce type en Allemagne. Le barrage est long de 260 m et fait plus de 75 m de hauteur au-dessus de ses fondations. L'arase supérieure de son mur de couronnement, épais de 8 m, culmine à 418,2 m d'altitude. La largeur du barrage à sa base est de 19 m. Le mur du barrage représente un volume de béton compris entre 138 000 m3 et 140 000 m3 selon les sources. Le bassin de rétention peut, selon les différentes sources, emmagasiner entre 47 et 47,4 millions de m3. Sa superficie est de 2,25 km2 et sa cote superficielle de 416,6 m.
Le barrage a une fonction à la fois hydraulique (contrôle des étiages et prévention contre les crues) et hydroélectrique ; il sert indirectement au maintien des ressources en eau potable. Le flux moyen annuel est d'environ 75 millions de m3. Le barrage actionne la turbine de la centrale hydroélectrique de Romkerhalle.
La décision de recourir à un barrage voûte résulte du projet soumis par les entreprises de travaux publics ayant répondu à l'appel d'offre : Dykerhoff & Widmann AG, Hochtief AG et Philipp Holzmann AG. Elles ont démontré le gain de béton qui résulterait de cette conception.
Ce barrage n'a, de par son poids, à reprendre que les poussées de l'eau : aussi le béton est-il faiblement armé. Pour limiter les contraintes thermiques engendrées par la réaction exothermique de prise du béton, le barrage a été coulé sur un béton grossier, fait de diabases d'un diamètre équivalent de 40 cm, ce qui a limité la teneur en mortier. Comme les diabases sont des roches relativement denses (jusqu'à 3 t/m3), le poids volumique du béton s'en est trouvé accru, ce qui augmente d'autant la stabilité de l'ouvrage.

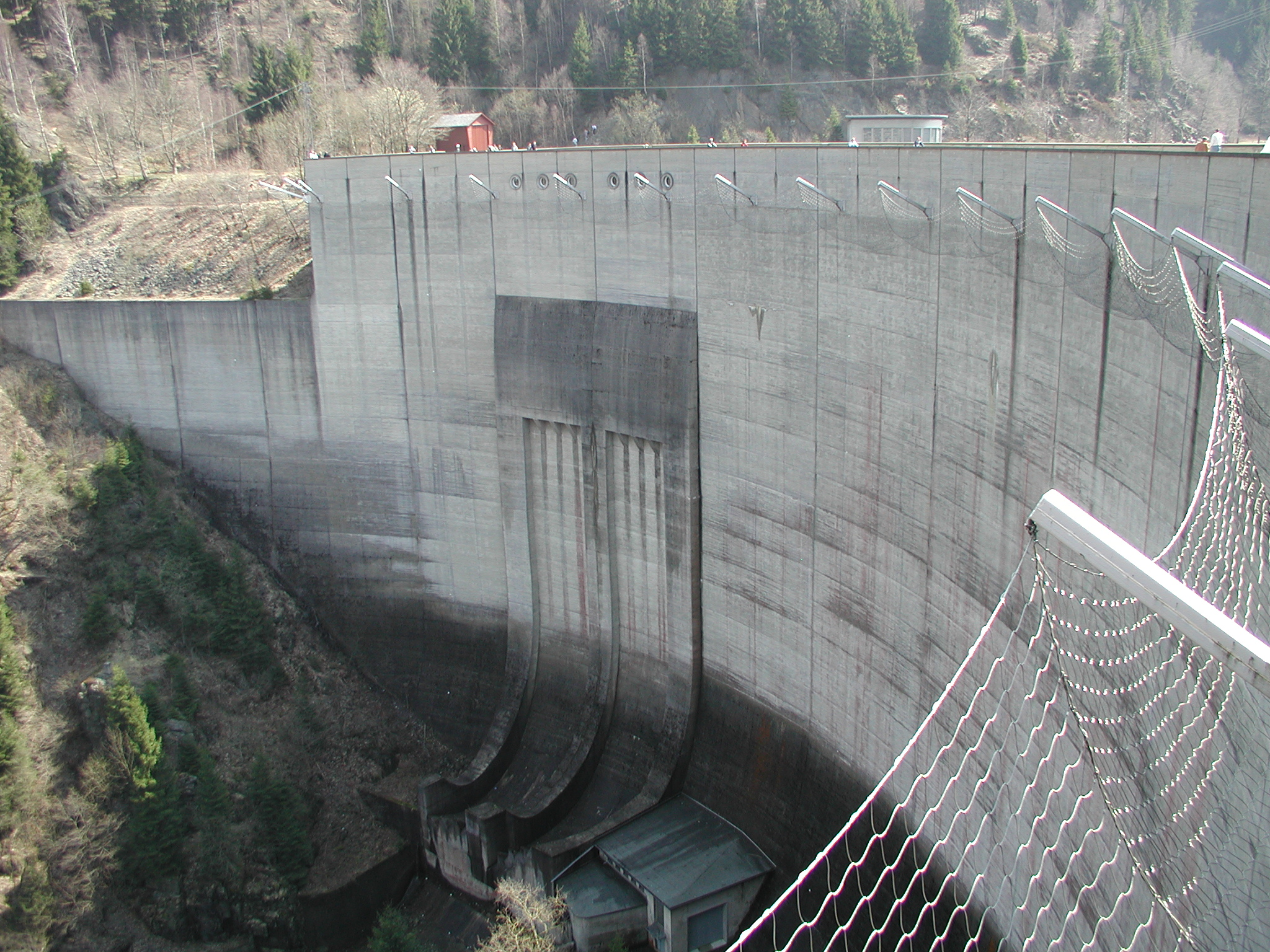
Parement aval du barrage
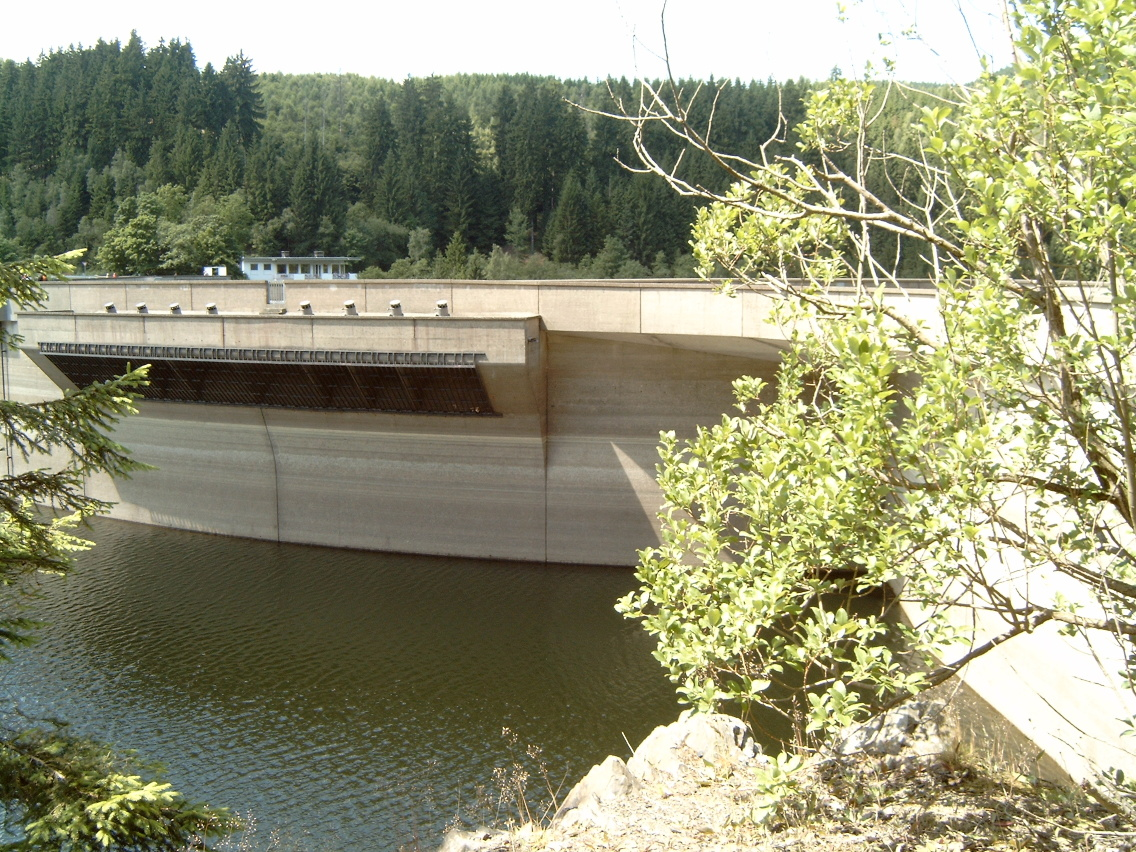
Déversoir du barrage d'Okertal
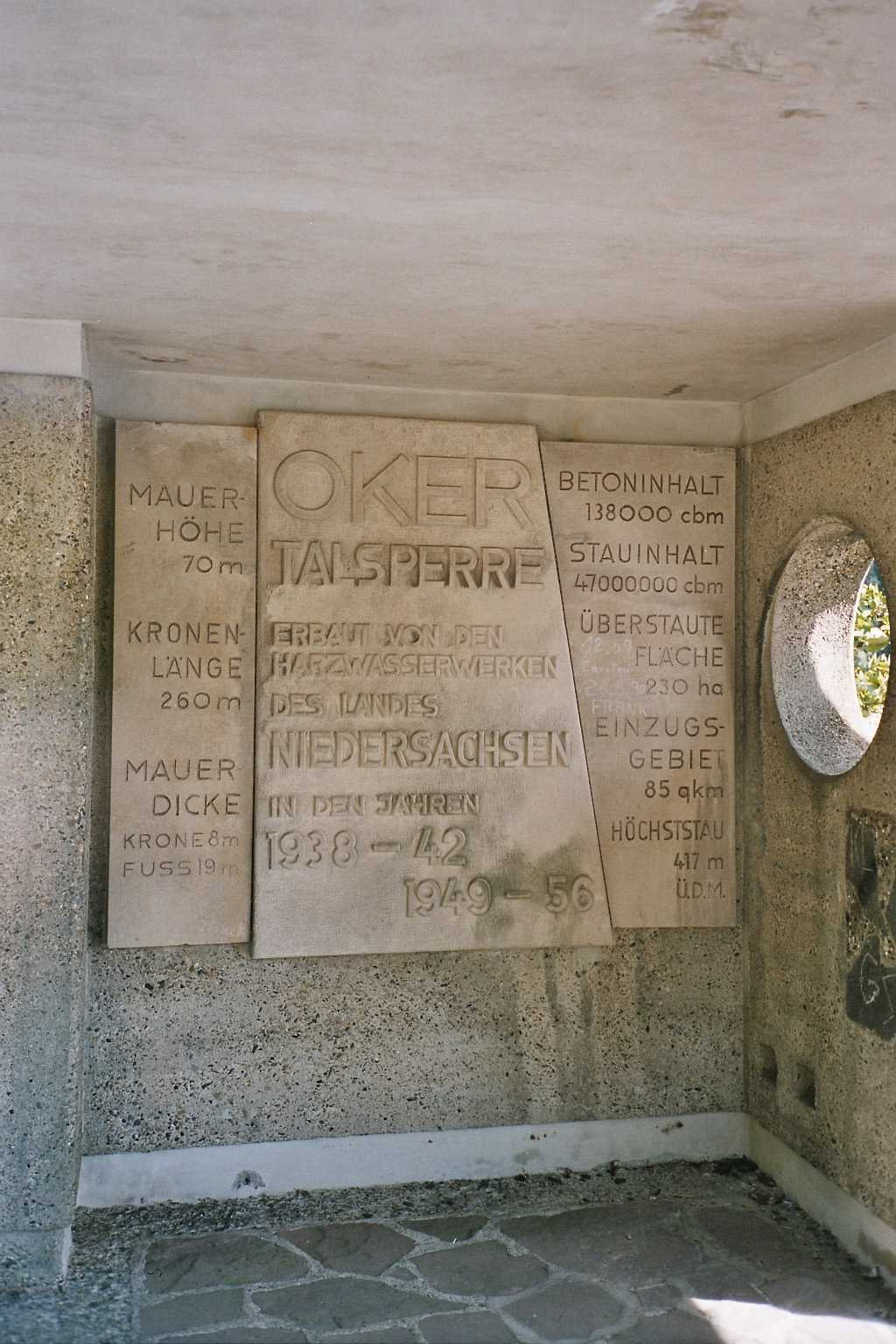
Tableau indiquant les caractéristiques techniques du barrage

## Historique

### Aperçu
La construction du barrage de l'Oker a été entreprise en 1938 par la SARL Harzwasserwerke (fondée en 1928), concessionnaire de la distribution d'eau potable pour le Massif du Hartz. Les travaux se sont poursuivis jusqu'en 1942, et comprenaient au préalable l'aménagement des routes d'accès aux rives nord et ouest de la rivière, comportant notamment le viaduc de Weisswasser et celui de Bramke. L'intensification des bombardements alliés et la pénurie de matières premières mirent un terme aux travaux, qui ne reprirent qu'en 1952 pour s'achever en 1956. L’achèvement de ce barrage parut alors d'autant plus souhaitable qu'au terme de l'hiver 1946-47, la fonte des neiges avait provoqué des inondations à Wolfenbüttel et à Brunswick. Avec la montée des eaux du lac, les ouvriers durent abandonner la colonie forestière d'Unterschulenberg, reconstruite un peu plus haut. Lors des étiages sévères, le niveau du lac peut s'abaisser jusqu'à rendre bien visibles les vestiges des maisons, des rues et du pont engloutis à la mise en eau.

### Photos du chantier

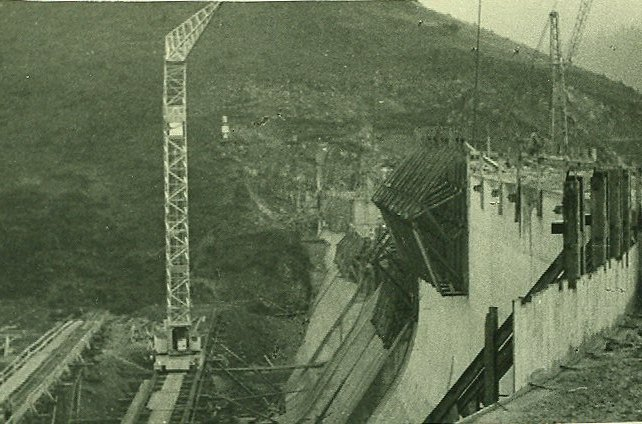
Le chantier du barrage (hiver 1954-55)
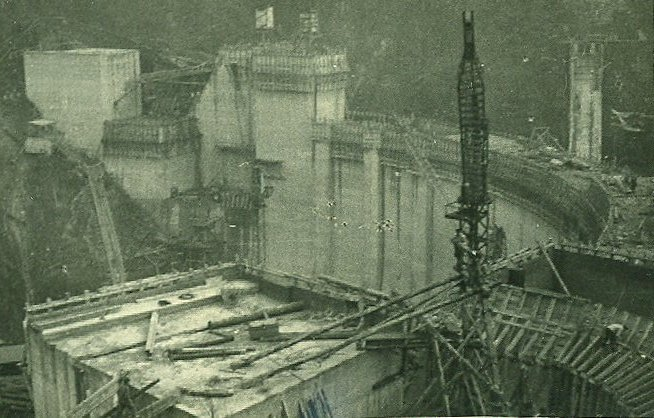
Le chantier du barrage de l'Okertal
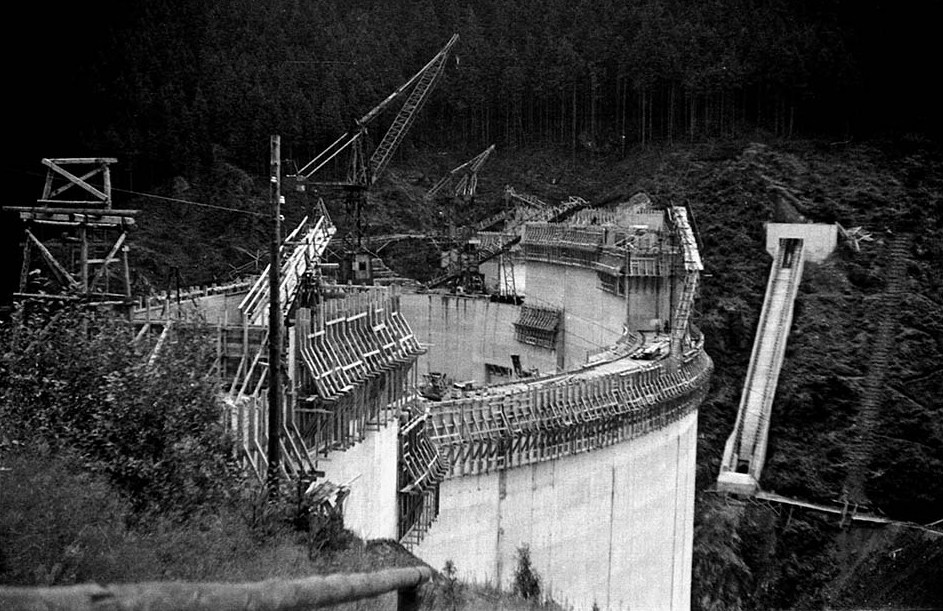
Le chantier du barrage de l'Okertal
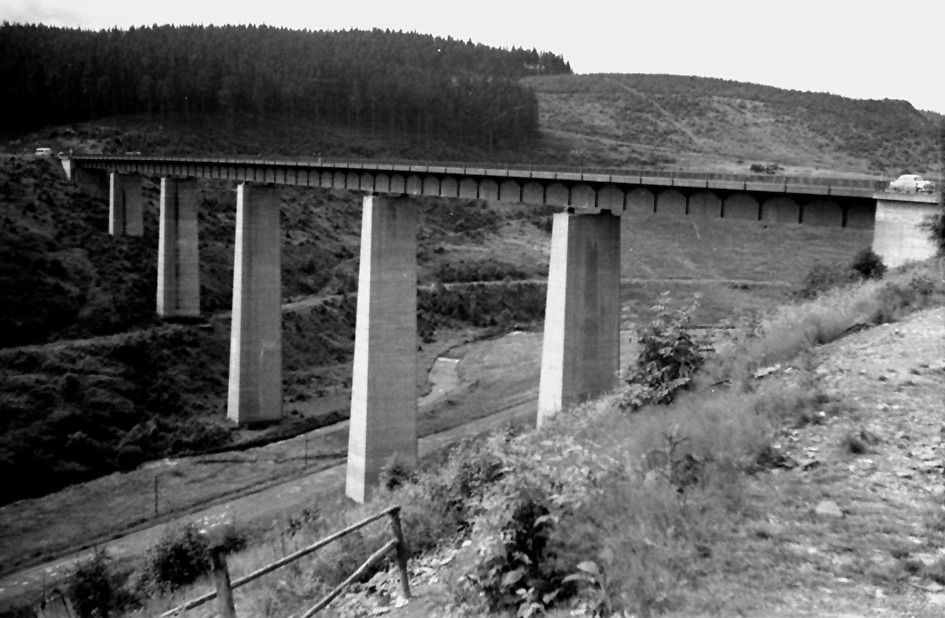
Le viaduc de Weisswasser (hiver 1954-55)
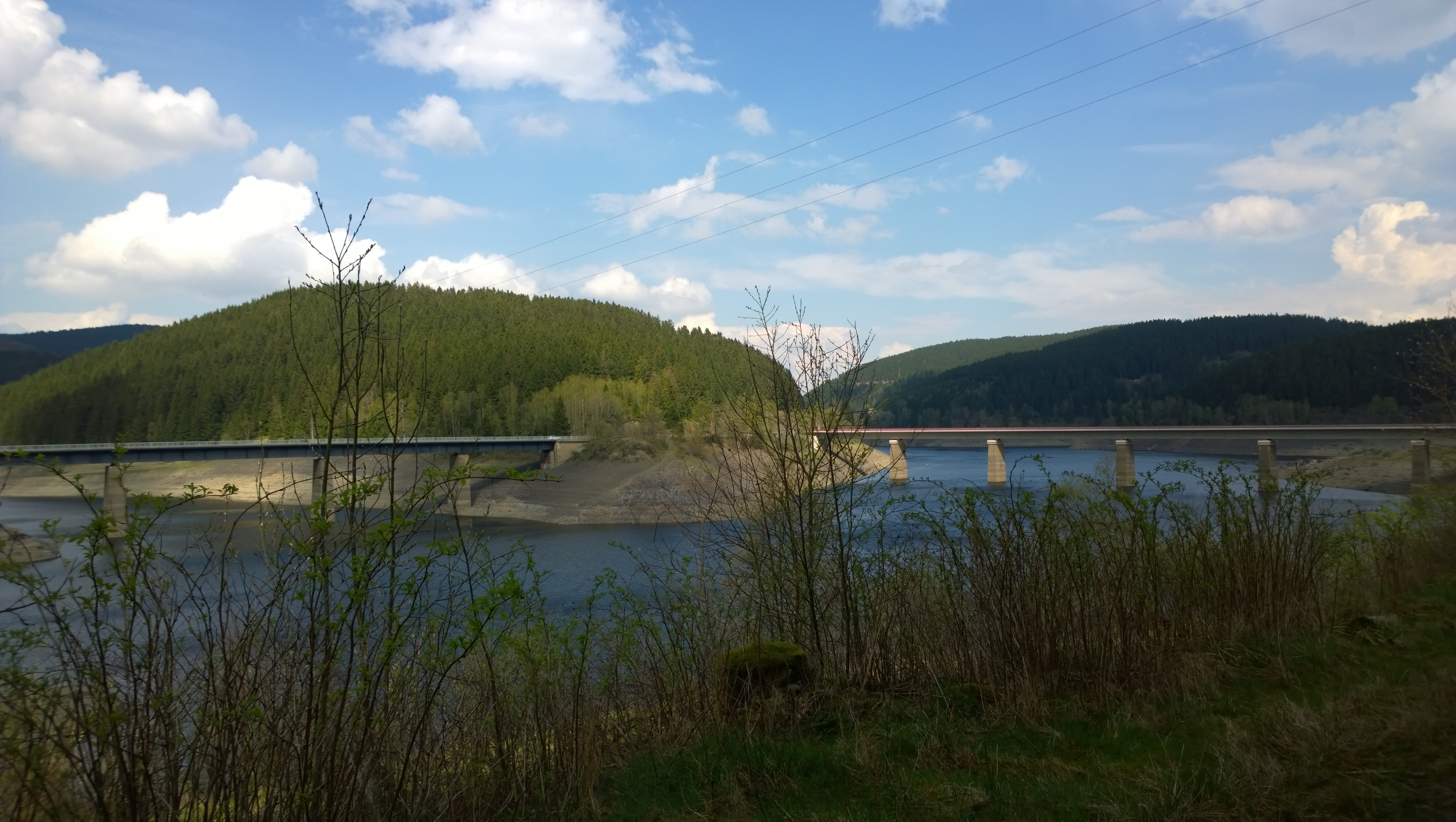
Le nouveau viaduc de Weisswasser (2014, à droite)

### Un style «années 1950»
Le site du barrage, terminé en 1956, a conservé plusieurs édifices dont l'architecture est typique des années 1950 : ainsi à l'est du barrage, le Café Okerterrasse ou le poste de commande de la centrale hydroélectrique de Romkerhalle. C'est pourquoi ils ont été classés au patrimoine culturel à la fin des années 1990.

## Tourisme
Il y a des croisières sur le lac entre début mars et le Nouvel An (mais seulement les week-ends hors-saison). Ce plan d'eau est le plus haut en altitude de toute la Basse-Saxe. En outre, lors des meilleurs étés, une multitude de sociétés louent des navires non-motorisés aux particuliers. La baignade et la plongée sont autorisés hormis à proximité du barrage. L'hiver, lorsque l'épaisseur de glace le permet, bains de glace sont organisés.
On peut faire entièrement le tour du lac à pied ou avec tout véhicule non-motorisé. Les berges entre l'ouvrage amont et le barrage sont parcourues d'un chemin entièrement asphalté, apprécié des cyclistes, des patineurs et rollers de tout poil ; seule la section entre l'ouvrage amont et Altenau est non stabilisée. Les mois d'été, la Bundesstraße 498 (entrée depuis le nord en direction de Torfhaus)est très fréquentée par les motards. Là, le long du lac, il y a de nombreux restaurants gastronomiques : une auberge à Gemkenthal (un hameau d'Altenau), la  Brückenschänke avant le pont de Weißwasser, et le Café Okerterrasse à côté du barrage. Enfin il y a un camping à l'extrémité amont du lac.

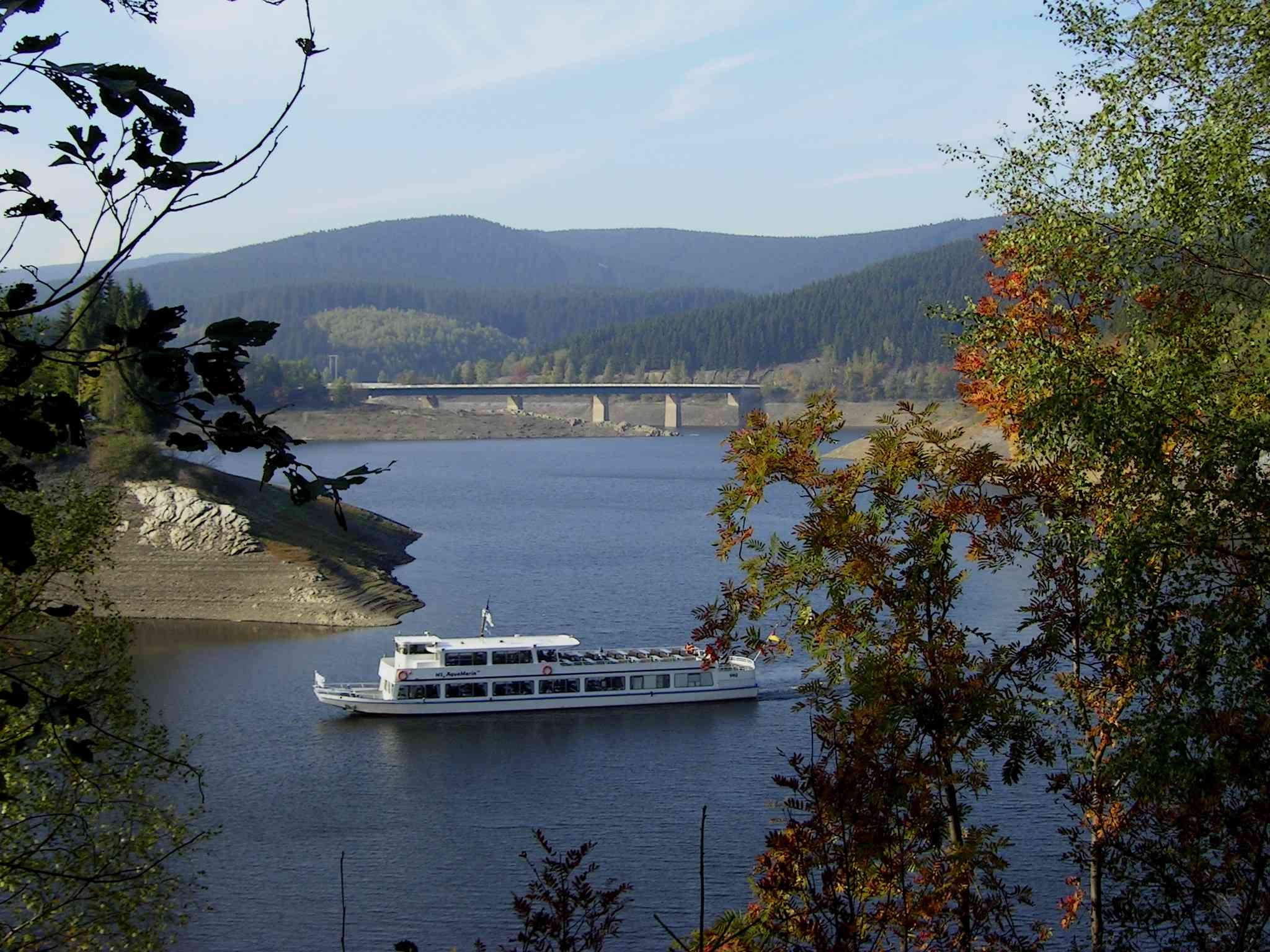
Un coche d'eau sur l'Okerstausee, avec le viaduc de Weißwasser à l'arrière-plan
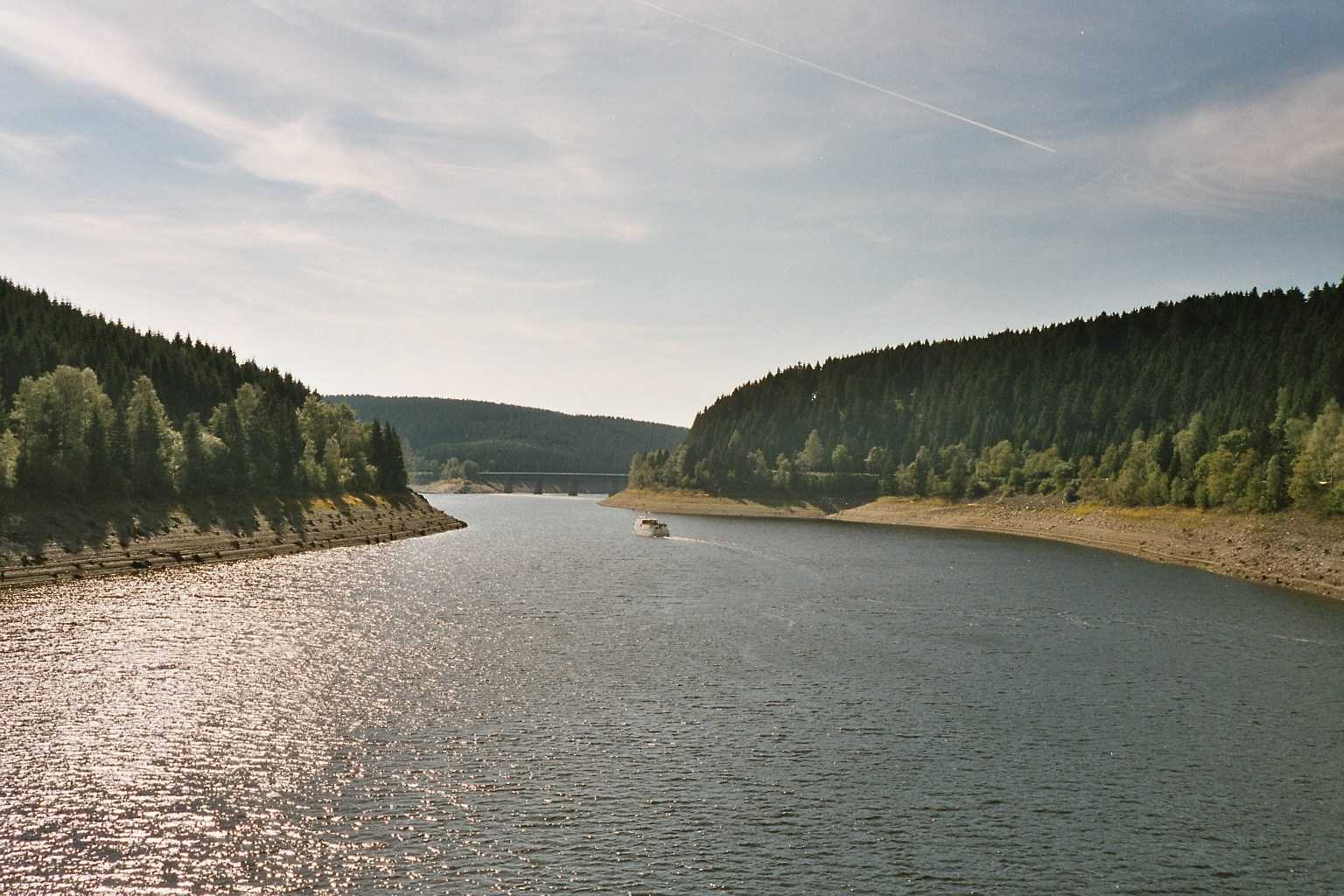
Le lac à l'étiage
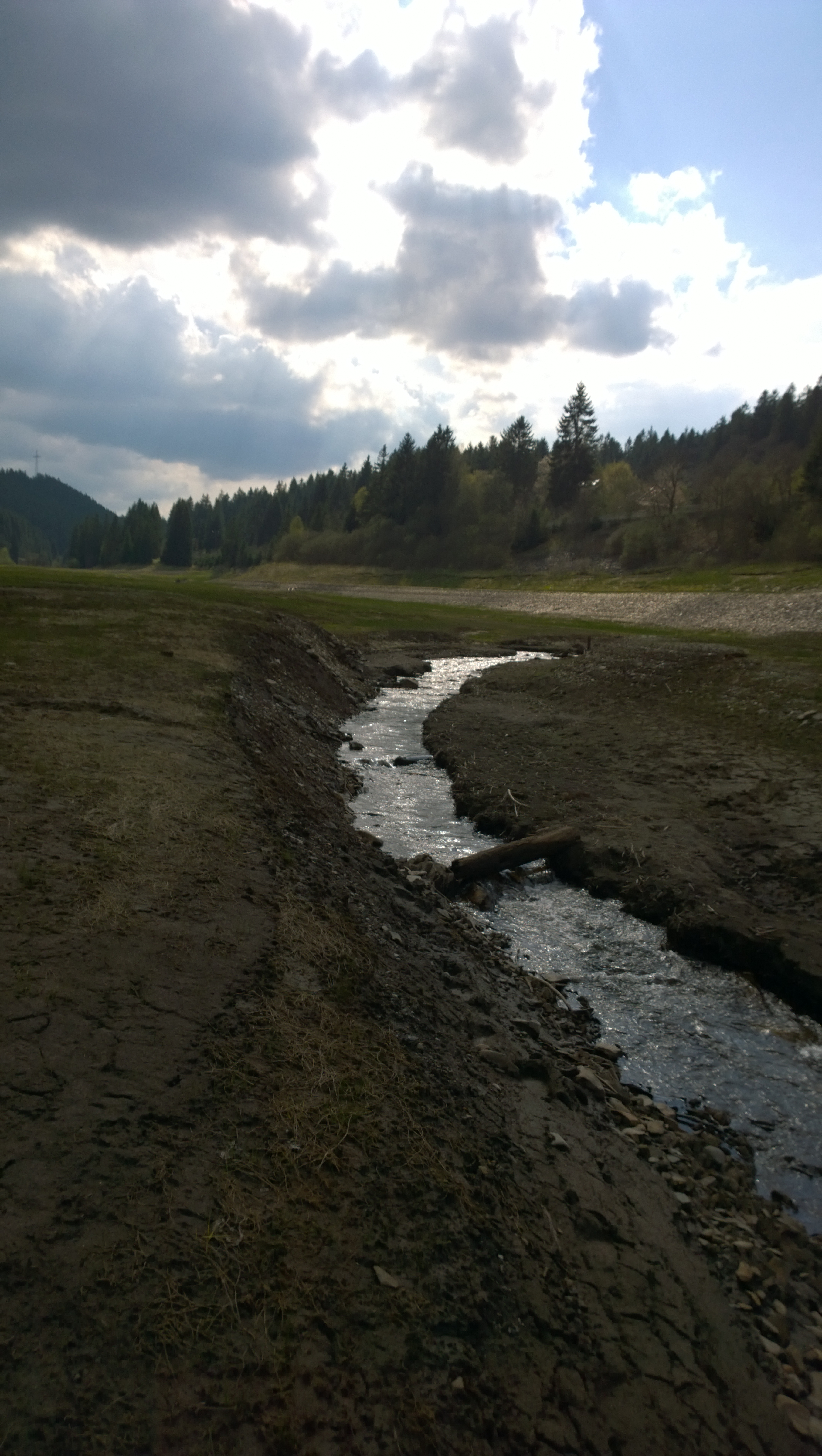
Le lac lors d'un étiage extrême.
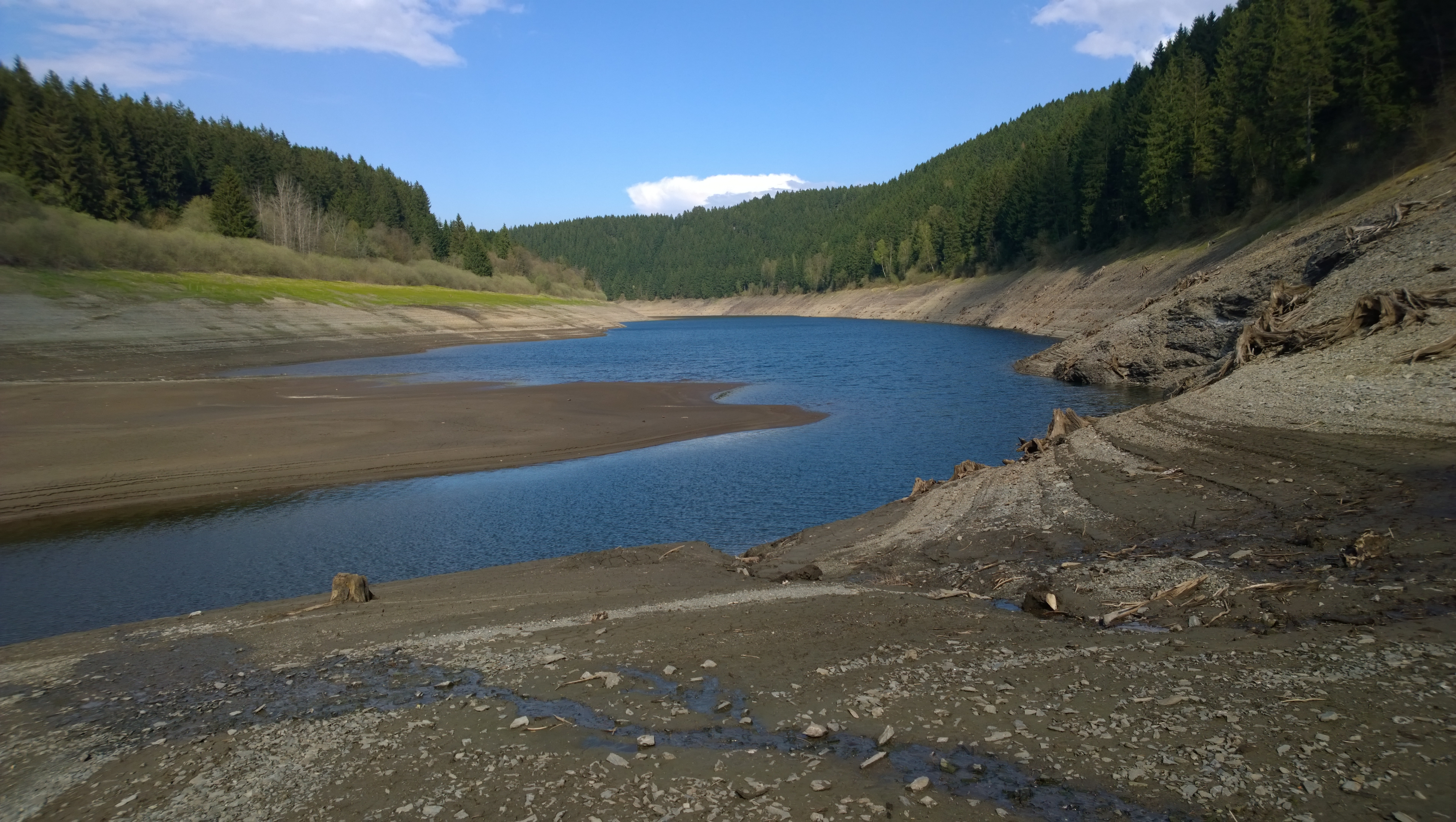
Bras latéral du lac à l'étiage
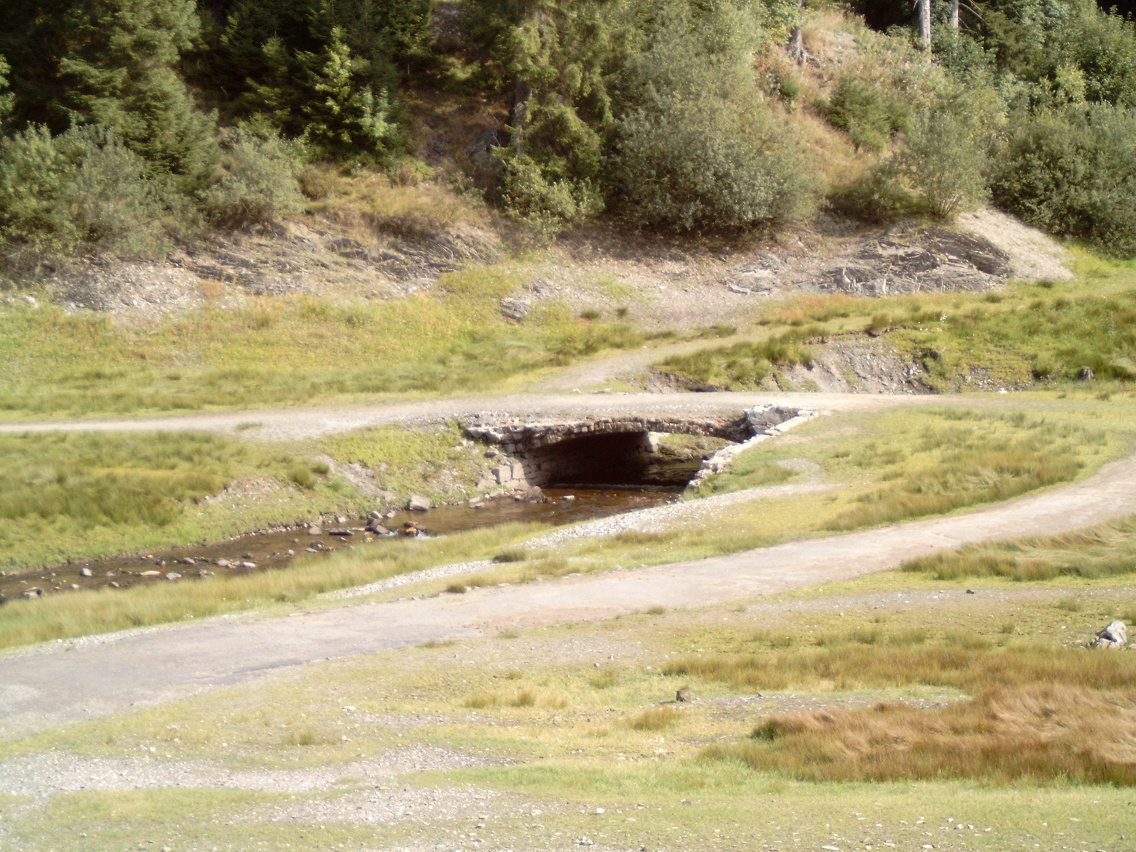
L'ancien pont du village englouti redevient visible à l'étiage

## Faune piscicole
Le lac d'Oker est principalement propice aux salmonidés : on y trouve l’Omble de fontaine, l’Ombre commun, la truite commune et la Truite arc-en-ciel, mais aussi d'autres poissons d'eau douce comme les brochets, sandres, große perches, anguilles, lottes, carpes, tanches etc. Des permis temporaires peuvent être délivrés aux pêcheurs.

## Ouvrages annexes

### L'ouvrage de retenue amont
L'ouvrage de retenue amont est un barrage poids haut de 20 m et large de 100 m. Il retient 520 000 m3 d'eau et permet de contrôler la qualité de l'eau du lac. La hauteur de retenue (max. 15 m à l'amont) a favorisé la formation d'une zone humide dans la vallée de Kellwassertal. Le plan d'eau de la retenue amont et du lac d'Oker ne sont à la même cote qu'en période de crue : à ce stade, la cote du plan d'eau amont peut osciller de 1,60 m.

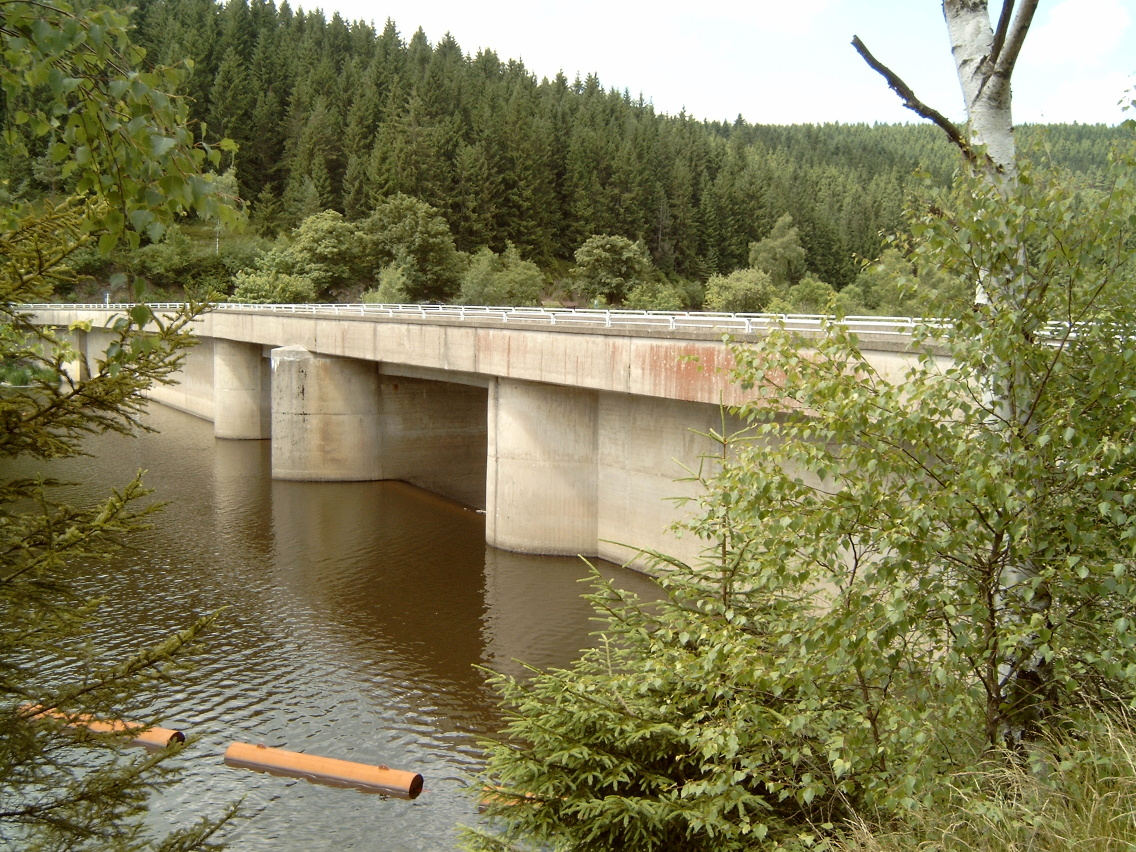
Prise d'eau de l'ouvrage de retenue amont
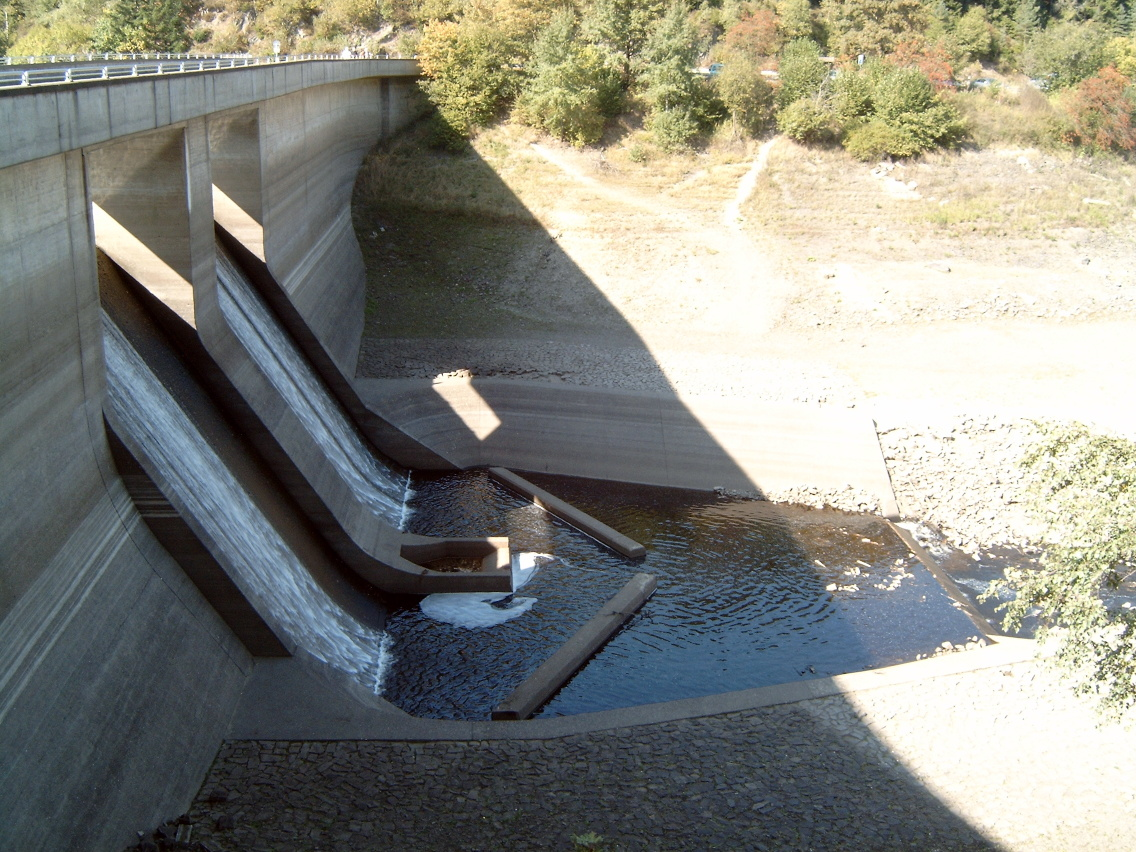
L'ouvrage amont vu depuis le lac d'Oker à l'étiage

### La centrale hydroélectrique de Romkerhalle

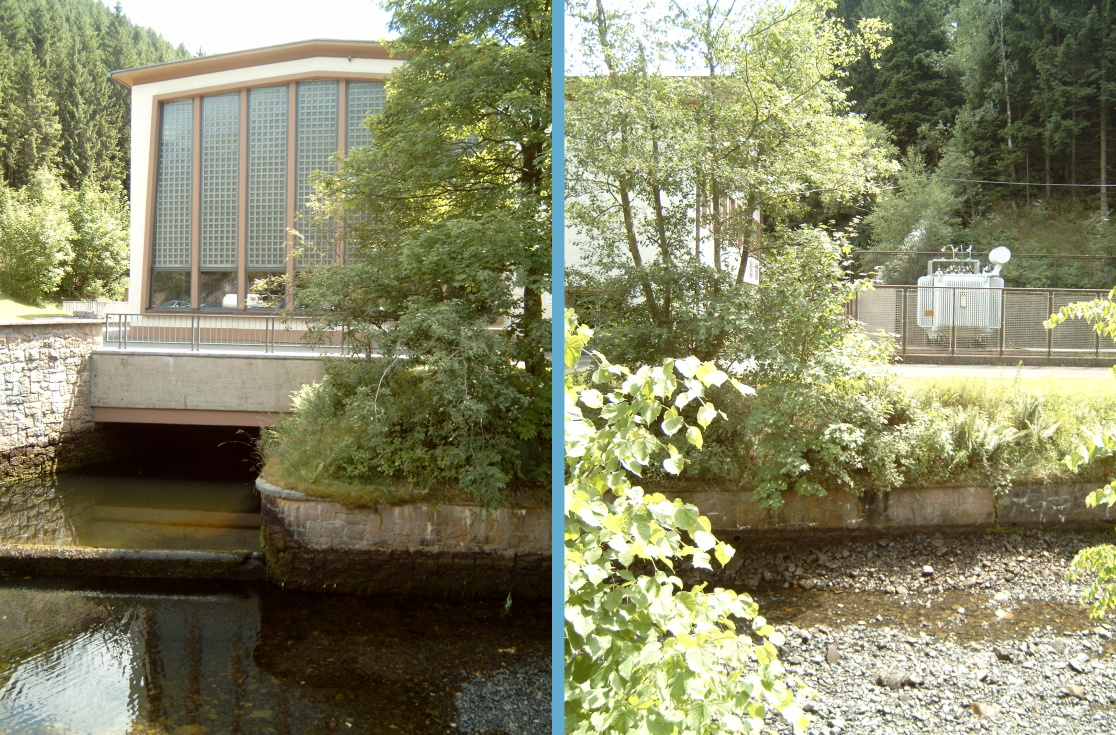
La centrale hydroélectrique de Romkerhalle

À environ 1 km (à vol d'oiseau) en aval du barrage principal d'Okertal, à Romkerhalle, il y a une centrale hydroélectrique. Ses turbines Francis sont actionnées par un jet d'eau acheminé depuis le barrage par un siphon inversé et une conduite forcée, d'une charge de 80 m. Cette centrale, mise en service en 1956, offre une puissance de 4,14 MW. Le débit nominal des turbines est de 6,5 m3/s et l'énergie produite est de 12,5 millions de kWh/an. La centrale cesse de tourner huit heures par jour afin de compenser la baisse de niveau du plan d'eau, qui se fait ressentir jusqu'à l'Oker. L'eau turbinée est rejetée directement dans le cours aval de l'Oker, qui devient de là un cours d'eau vive mis à profit par les clubs de canoë.

### La chute aménagée Oker-Grane

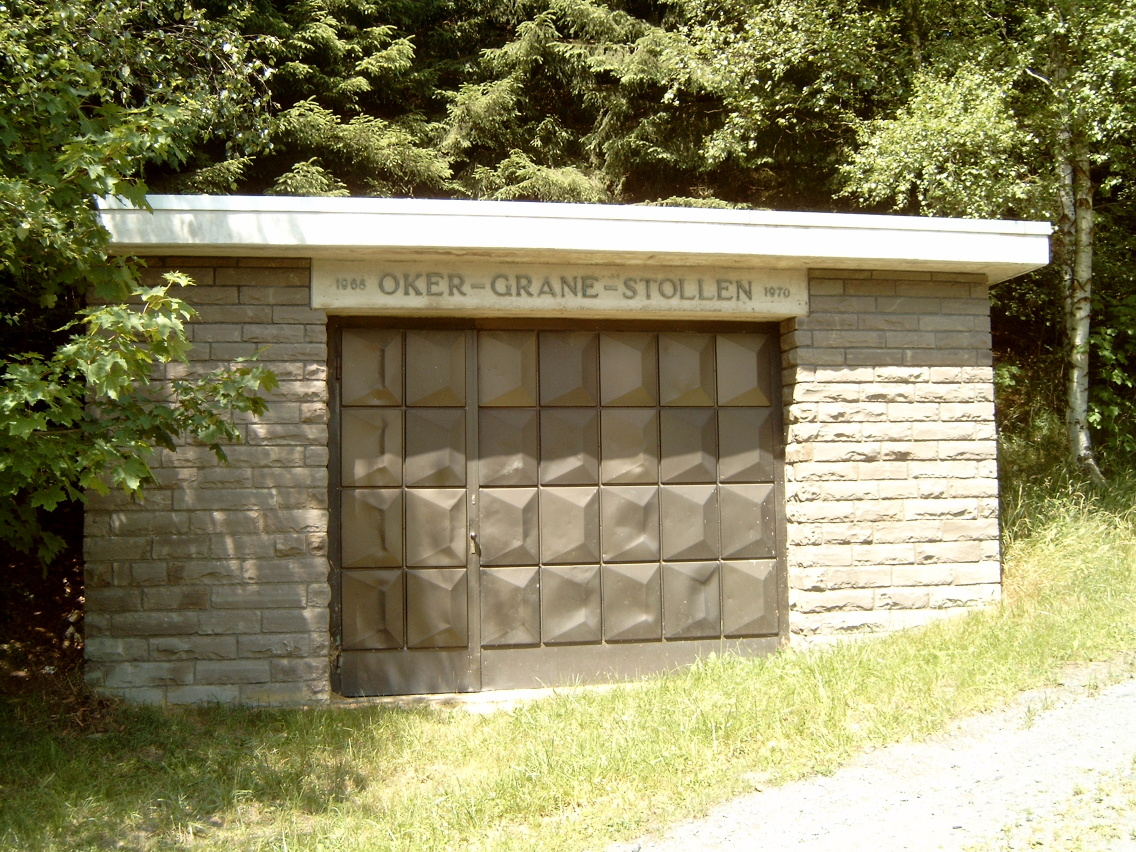
La chute aménagée Oker-Grane : l’ouvrage de prise de Romkerhalle.

La chute aménagée Oker-Grane, longue de 7,4 km, qui part de la station de Romkerhalle et débouche sur la rive est du barrage de Granetal au nord-ouest, récupère l'eau de ruissellement ainsi que l'eau turbinée par la centrale pour alimenter le lac du réservoir d'eau potable de Granetal. Ce réservoir n'a qu'un bassin versant fort modeste et dépend donc des apports de ruisseaux éloignés. La conduite forcée Oker-Grane a été posée entre 1968 et 1970 : elle passe en siphon sous la vallée de l’Abzucht (branche amont de l'Oker) et d'un de ses affluents, la Gose. Lors des vives eaux, l'eau en excès est évacuée par ces deux ruisseaux et vient alimenter le réservoir de Granetal.

### Bassin de tranquillisation du barrage d'Okertal
Le bassin de dissipation se trouve à 2 km en aval du barrage d'Okertal et à 1 km en aval de la centrale hydroélectrique de Romkerhalle : c'est un déversoir de type « mur poids », haut de 18 m et large de 78 m. Il peut retenir 204 000 m3 d'eau et sert à écrêter et régulariser le débit intermittent de la centrale : l'Oker alimente en effet plusieurs micro-centrales depuis les contreforts septentrionaux du Hartz. Comme pour le lac de retenue du barrage d'Okertal, la stabilité du plan d'eau de la retenue est telle que le paysage environnant s'y reflète parfaitement : sa situation à l'abri du vent favorise le phénomène.

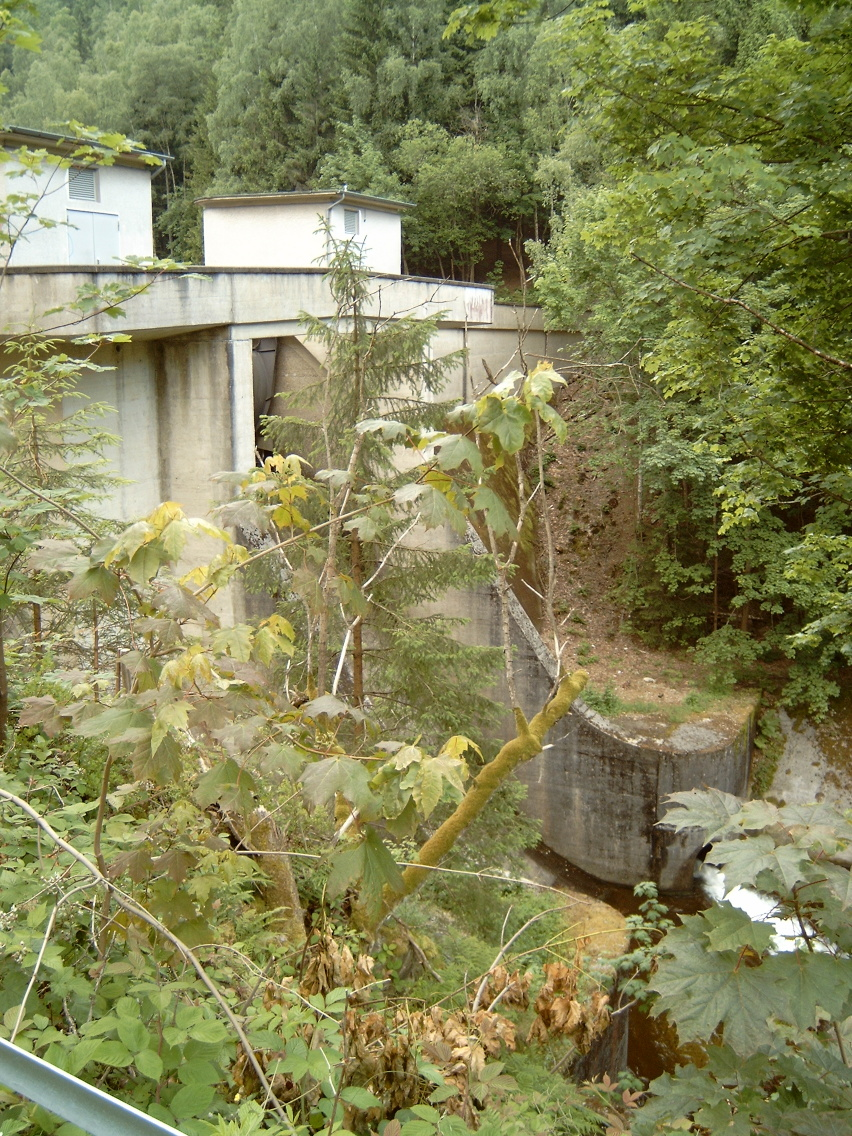
Bassin de tranquillisation du barrage : les murs-bajoyers.
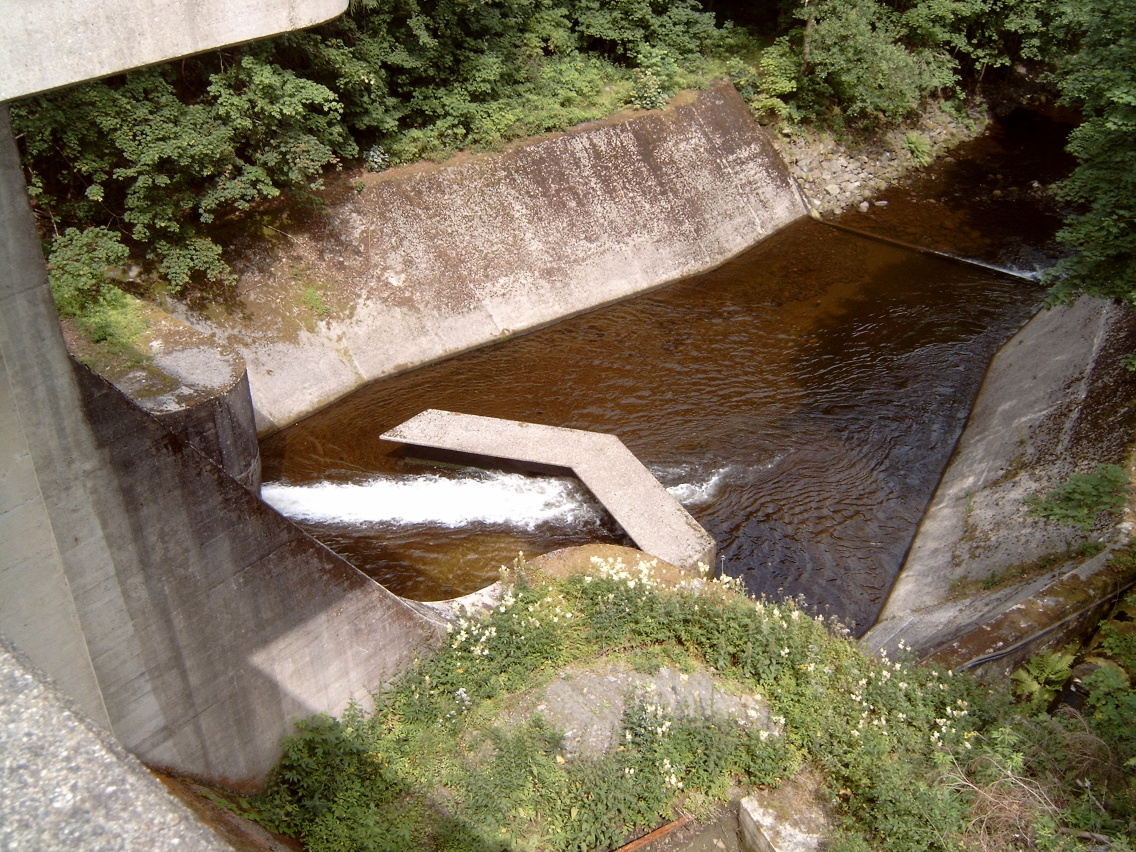
Bassin de tranquillisation du barrage : le déflecteur.

### Les conduites forcées

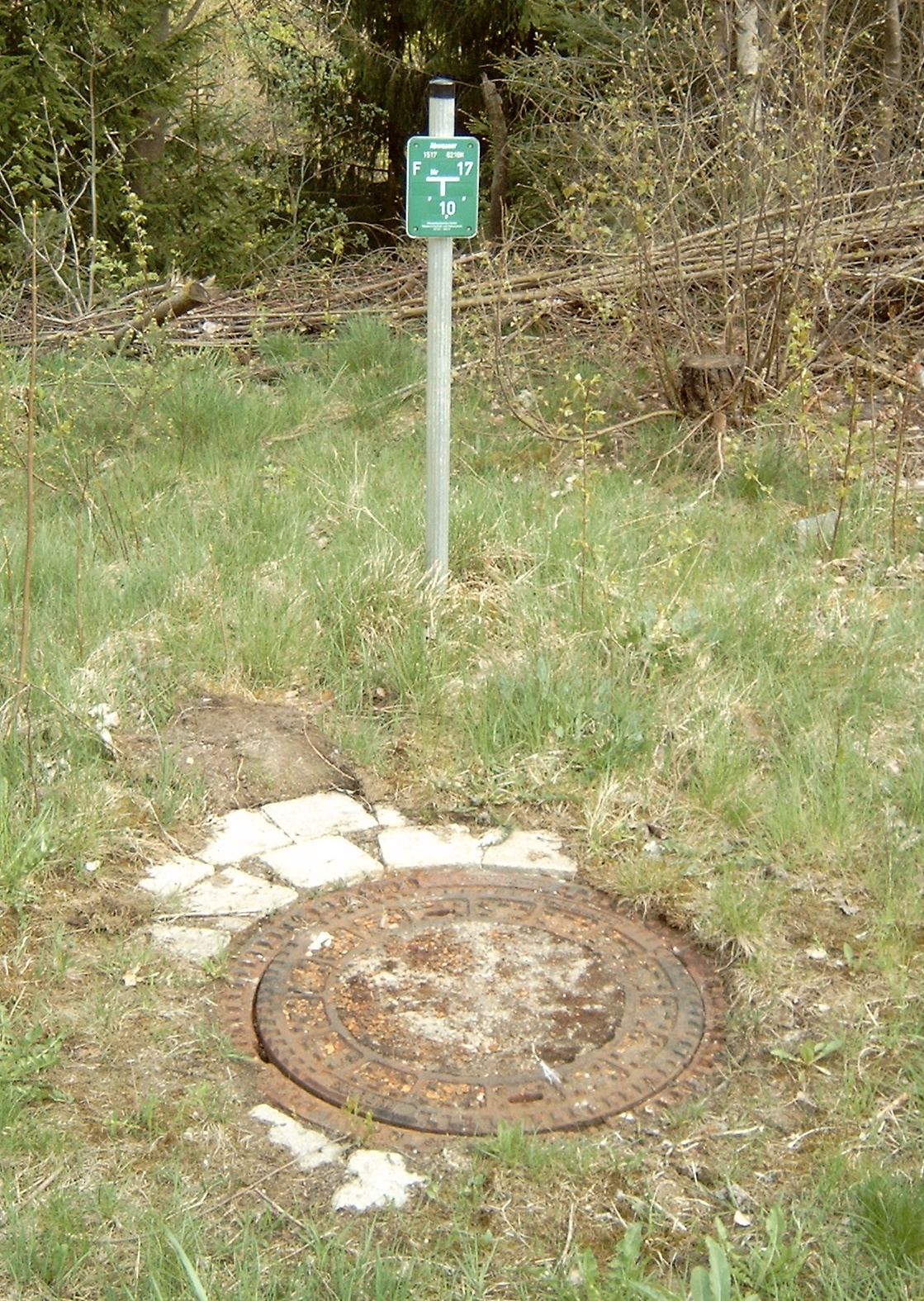
Puits d'équilibre des conduites forcées, entre l'aval du barrage et la centrale de Romkerhalle.

L'eau déchargée vers Altenau et Schulenberg-im-Oberharz est soutirée par des conduites forcées autonomes contournant le barrage et stockées dans le bassin de décantation de Goslar-Oker.

## Film
- Hanna Legatis, « Als die Talsperren in den Harz kamen (documentaire en allemand de 44 min diffusé le 3 août 2011, série: Unsere Geschichte) », sur NDR & fernsehserien.de, 2011

## Voir également
- (de) Cet article est partiellement ou en totalité issu de l’article de Wikipédia en allemand intitulé « Okertalsperre » (voir la liste des auteurs).
- Die Okertalsperre und Aktuelle Talsperrendaten
- Die Okertalsperre, auf harzlife.de
- s0020775 sur Structurae.